# Puig del Gorb
El Puig del Gorb és un puig de 374,5 m alt del terme comunal de les Cluses, a la comarca del Vallespir, de la Catalunya del Nord.
És al centre del sector sud del terme de les Cluses. En el seu vessant meridional hi ha el Bosc d'en Flors i en el nord la Font de l'Aram.